# Radical 104
Le radical 104, qui signifie maladie, est un des 23 des 214 radicaux chinois répertoriés dans le dictionnaire de Kangxi composés de cinq traits.
Le caractère Unicode de 疒 est 7592.

## Caractères avec le radical 104
| nombre de traits          | caractères                                                                       |
| ------------------------- | -------------------------------------------------------------------------------- |
| Sans trait supplémentaire | 疒                                                                               |
| 2 traits supplémentaires  | 疓 疔 疕 疖 疗                                                                   |
| 3 traits supplémentaires  | 疘 疙 疚 疛 疜 疝 疞 疟 疠                                                       |
| 4 traits supplémentaires  | 疡 疢 疣 疤 疥 疦 疧 疨 疩 疪 疫 疬 疭 疮 疯                                     |
| 5 traits supplémentaires  | 疰 疱 疲 疳 疴 疵 疶 疷 疸 疹 疺 疻 疼 疽 疾 疿 痀 痁 痂 痃 痄 病 痆 症 痈 痉    |
| 6 traits supplémentaires  | 痊 痋 痌 痍 痎 痏 痐 痑 痒 痓 痔 痕 痖                                           |
| 7 traits supplémentaires  | 痗 痘 痙 痚 痛 痜 痝 痞 痟 痠 痡 痢 痣 痤 痥 痦 痧 痨 痩 痪 痫                   |
| 8 traits supplémentaires  | 痬 痭 痮 痯 痰 痱 痲 痳 痴 痵 痶 痷 痸 痹 痺 痻 痼 痽 痾 痿 瘀 瘁 瘂 瘃 瘄 瘅 瘆 |
| 9 traits supplémentaires  | 瘇 瘈 瘉 瘊 瘋 瘌 瘍 瘎 瘏 瘐 瘑 瘒 瘓 瘔 瘕 瘖 瘗 瘘                            |
| 10 traits supplémentaires | 瘙 瘚 瘛 瘜 瘝 瘞 瘟 瘠 瘡 瘢 瘣 瘤 瘥 瘦 瘧 瘨 瘩 瘪 瘫                         |
| 11 traits supplémentaires | 瘬 瘭 瘮 瘯 瘰 瘱 瘲 瘳 瘴 瘵 瘶 瘷 瘸 瘹 瘺 瘻 瘼 瘽 瘾 瘿                      |
| 12 traits supplémentaires | 癀 癁 療 癃 癄 癅 癆 癇 癈 癉 癊 癋 癌 癍 癎                                     |
| 13 traits supplémentaires | 癏 癐 癑 癒 癓 癔 癕 癖 癗 癘 癙 癚 癛 癜 癝 癞                                  |
| 14 traits supplémentaires | 癟 癠 癡 癣                                                                      |
| 15 traits supplémentaires | 癢 癤 癥 癦                                                                      |
| 16 traits supplémentaires | 癧 癨 癩 癪 癫                                                                   |
| 17 traits supplémentaires | 癬 癭 癮                                                                         |
| 18 traits supplémentaires | 癯 癰                                                                            |
| 19 traits supplémentaires | 癱 癲                                                                            |
| 21 traits supplémentaires | 癳                                                                               |
| 23 traits supplémentaires | 癴                                                                               |
| 25 traits supplémentaires | 癵                                                                               |